# Lakatos Ferenc (karikaturista)
Lakatos Ferenc (Kőszeg, 1939. augusztus 21.) magyar újságíró, karikaturista.

## Pályafutása
1975-ben Szombathelyen, a Berzsenyi Dániel Tanárképző Főiskola népművelés-könyvtár szakán szerzett diplomát. A kor társadalmi helyzetének központi szemlélete szerint 1957-től 1972-ig gyári munkás. 1972–1975 között vállalva önmagát segédmuzeológus, 1975–1998-ig újságíróként dolgozott. Életpályája során karikatúrát folyamatosan készített. Első karikatúrája 1965-ben jelent meg a Vas Népében. 1976-ig közel 200 rajza jelent meg nyomtatásban. 1968-tól rendszeresen rajzolt, rajzai megjelentek a Magyar Ifjúság, a  Füles, az Esti Hírlap, a Magyar Hírlap oldalain, illetve több megyei lapban is. Újságíróként 1976-tól a Vas Népében minden nap megjelenik egy, illetve a következő öt évben napi két karikatúrája. Egyik rajza bel- vagy külpolitikai, míg a másik megyei, közéleti témájú. 1980–1990-ig szerződéssel a Ludas Matyi külső munkatársa, elsőként rajzolhatott, mint külsős, címlapot. A Ludas Matyi megszűnte után a Szabad Száj és a Borsszem Jankó közölte rajzait. Karikatúráit több külföldi (csehszlovák, NDK, jugoszláv, svájci, osztrák) lap is átvette.

## Szakmai sikerek
- Az 1970-es évek elején a Fiatal Karikaturisták tagjaival több csoportos kiállításon vett részt Budapesten és vidéken egyaránt.
- Önálló kiállítása: Ludas Matyi Gábor Andor Klubja (Budapest, 1984)
- Díj: Vas Népe nívódíja (1995).
- 2009-ben a Magyar Sajó Napja alkalmából első díjat vehetett át Százhalombattán, az Ez van 2009 című Hírtükör Országos Karikatúra Pályázatra beküldött munkáiért.